# UCI Africa Tour 2016
De UCI Africa Tour 2016 was de twaalfde uitgave van de UCI Africa Tour, een van de vijf continentale circuits van de UCI. In tegenstelling tot voorgaande jaren tellen worden ook de punten behaald door renners van World Tour ploegen meegeteld.
Dit is een overzichtspagina met klassementen, ploegen en de winnaars van de belangrijkste UCI Africa Tour wedstrijden in 2016.
Het seizoen begon op 28 december 2015 met de Ronde van Egypte, en eindigde op 16 oktober met de GP Chantal Biya.

## Uitslagen belangrijkste wedstrijden
Zijn opgenomen in deze lijst: alle wedstrijden van de UCI Africa Tour-kalender van de categorieën 1.HC, 1.1, 1.2, 2.HC, 2.1 en 2.2.

### Januari
| Proloog | Islam Shawky      |
| 1       | Soufiane Sahbaoui |
| 2       | Islam Shawky      |
| 3       | Egypte A          |
| 4       | Islam Ramadan     |

| 1 | Andrea Palini       |
| 2 | Andrea Palini       |
| 3 | Adrien Petit        |
| 4 | Adil Jelloul        |
| 5 | Adrien Petit        |
| 6 | Adrien Petit        |
| 7 | Jawhen Hoetarovitsj |

### Maart
| 1 | Tomas Vaitkus   |
| 2 | Luca Wackermann |
| 3 | Luca Wackermann |

| 1 | Luca Wackermann |
| 2 | Adil Barbari    |
| 3 | Luca Wackermann |

| 1 | Mohamed Er Rafai      |
| 2 | Abdelatif Saadoune    |
| 3 | Clovis Kamzong        |
| 4 | Mounir Makhchoun      |
| 5 | Jean Bosco Nsengimana |
| 6 | Patrik Tybor          |
| 7 | Martin Mahďar         |
| 8 | Arthuce Jodele Tella  |

| 1 | Tomas Vaitkus     |
| 2 | Essaïd Abelouache |
| 3 | Adil Barbari      |
| 4 | Tomas Vaitkus     |

| 1 | Adil Barbari      |
| 2 | Luca Wackermann   |
| 3 | Adil Barbari      |
| 4 | Essaïd Abelouache |

| 1 | Adil Barbari        |
| 2 | Jesús Alberto Rubio |
| 3 | Adil Barbari        |

### April
| 1  | Salah Eddine Mraouni  |
| 2  | Onur Balkan           |
| 3  | Matteo Malucelli      |
| 4  | Matteo Malucelli      |
| 5  | Patrik Tybor          |
| 6  | Matteo Malucelli      |
| 7  | Alex Turrin           |
| 8  | Justin Jules          |
| 9  | Mattia De Mori        |
| 10 | German Nicolás Tivani |

| 1 | Yonatan Haile   |
| 2 | Meron Teshome   |
| 3 | Merhawi Goitom  |
| 4 | Elyas Afewerki  |
| 5 | Million Amanuel |

| 1 | Abderrahmane Mansouri    |
| 2 | Abdellah Ben Youcef      |
| 3 | Abderrahmane Mehdi Hamza |
| 4 |                          |
| 5 | Rutger Roelandts         |
| 6 | Azzedine Lagab           |
| 7 | Dominik Roels            |

### Mei
| Datum | Wedstrijd                  | Categorie | Winnaar               | Etappewinnaars                                                                                           |
| ----- | -------------------------- | --------- | --------------------- | --- |
| 5     | Challenge du Prince (2016) | 1.2       | Thomas Vaubourzeix    | |
| 7     | Challenge du Prince (2016) | 1.2       | Soufiane Sahbaoui     | |
| 8     | Challenge du Prince (2016) | 1.2       | Mouhssine Lahsaini    | |
| 21-24 | Ronde van Tunesië (2016)   | 2.2       | Abderrahmane Mansouri | \| 1 \| Yousif Mirza \| \| 2 \| Justin Jules \| \| 3 \| Thomas Vaubourzeix \| \| 4 \| Matthias Legley \| |
|       |                            |           |                       | |
| 1     | Yousif Mirza               |           |                       | |
| 2     | Justin Jules               |           |                       | |
| 3     | Thomas Vaubourzeix         |           |                       | |
| 4     | Matthias Legley            |           |                       | |

### Augustus
| Datum          | Wedstrijd                | Categorie | Winnaar      | Etappewinnaars |
| -------------- | ------------------------ | --------- | ------------ | --- |
| 28-9 september | Tour Meles Zenawi (2016) | 2.2       | Tedros Redae | \| 1 \| Alem Grmay Abebe \| \| 2 \| Tamrat Meresa Gebrewahd \| \| 3 \| Reynard Butler \| \| 4 \| Tedros Redae \| \| 5 \| Reynard Butler \| |
|                |                          |           |              | |
| 1              | Alem Grmay Abebe         |           |              | |
| 2              | Tamrat Meresa Gebrewahd  |           |              | |
| 3              | Reynard Butler           |           |              | |
| 4              | Tedros Redae             |           |              | |
| 5              | Reynard Butler           |           |              | |

### September
| Datum | Wedstrijd                  | Categorie | Winnaar            | Etappewinnaars |
| ----- | -------------------------- | --------- | ------------------ | --- |
| 24-30 | Ronde van Ivoorkust (2016) | 2.2       | Mohcine El Kouraji | \| 1 \| Abderrahim Zahiri \| \| 2 \| Soufiane Haddi \| \| 3 \| Gasore Hategeka \| \| 4 \| El Mehdi Chokri \| \| 5 \| Issiaka Cissé \| \| 6 \| Abderrahim Zahiri \| \| 7 \| Abou Sanogo \| |
|       |                            |           |                    | |
| 1     | Abderrahim Zahiri          |           |                    | |
| 2     | Soufiane Haddi             |           |                    | |
| 3     | Gasore Hategeka            |           |                    | |
| 4     | El Mehdi Chokri            |           |                    | |
| 5     | Issiaka Cissé              |           |                    | |
| 6     | Abderrahim Zahiri          |           |                    | |
| 7     | Abou Sanogo                |           |                    | |

### Oktober
| Datum | Wedstrijd              | Categorie | Winnaar       | Etappewinnaars                                                                                                  |
| ----- | ---------------------- | --------- | ------------- | --- |
| 13-16 | GP Chantal Biya (2016) | 2.2       | Martial Roman | \| 1 \| Issiaka Cissé \| \| 2 \| Martial Roman \| \| 3 \| Soufiane Sahbaoui \| \| 4 \| Jean Bosco Nsengimana \| |
|       |                        |           |               | |
| 1     | Issiaka Cissé          |           |               | |
| 2     | Martial Roman          |           |               | |
| 3     | Soufiane Sahbaoui      |           |               | |
| 4     | Jean Bosco Nsengimana  |           |               | |

## Eindklassementen
| Rang | Renner                | Punten |
| ---- | --------------------- | ------ |
| 1    | Tesfom Okubamariam    | 432    |
| 2    | Adil Barbari          | 284    |
| 3    | Soufiane Haddi        | 281    |
| 4    | Abderrahmane Mansouri | 244    |
| 5    | Mouhssine Lahsaini    | 219    |
| 6    | Essaïd Abelouache     | 218    |
| 7    | Luca Wackermann       | 212    |
| 8    | Youcef Reguigui       | 200    |
| 9    | Elyas Afewerki        | 192    |
| 10   | Tomas Vaitkus         | 180    |

| Rang | Ploegen                                     | Punten |
| ---- | ------------------------------------------- | ------ |
| 1    | Al Nasr Pro Cycling Team - Dubai            | 1019   |
| 2    | Skydive Dubai Pro Cycling Team-Al Ahli Club | 523    |
| 3    | Dimension Data for Qhubeka                  | 507    |
| 4    | Sharjah Cycling Team                        | 415    |
| 5    | Direct Énergie                              | 214    |
| 6    | Al Marakeb Pro Cycling Team                 | 211    |
| 7    | Fortuneo-Vital Concept                      | 203    |
| 8    | Stradalli-Bike Aid                          | 163    |
| 9    | Lupus Racing Team                           | 102    |
| 10   | Unieuro Wilier Trevigiani                   | 90     |

| Rang | Land        | Punten |
| ---- | ----------- | ------ |
| 1    | Eritrea     | 1582   |
| 2    | Marokko     | 1417,5 |
| 3    | Algerije    | 1277   |
| 4    | Zuid-Afrika | 662    |
| 5    | Rwanda      | 502    |
| 6    | Tunesië     | 404    |
| 7    | Ethiopië    | 343    |
| 8    | Egypte      | 167,32 |
| 9    | Namibië     | 142    |
| 10   | Ivoorkust   | 81     |

 La Tropicale Amissa Bongo ·
 Afrikaans kampioenschap
2005 · 
2006 · 
2007 · 
2008 · 
2009 · 
2010 · 
2011 · 
2012 · 
2013 ·
2014 · 
2015 ·
2016 ·
2017 ·
2018 ·
2019 ·
2020 ·
2021 ·
2022 ·
2023 ·
2024 ·
2025
Belangrijkste wedstrijden

Ronde van Burkina Faso · La Tropicale Amissa Bongo · Ronde van Kameroen · Ronde van Marokko · GP Chantal Biya · Ronde van Rwanda